# Area 88
Area 88 (エリア88 Eria Hachi-Jū-Hachi?) är en japansk mangaserie skapad av Kaoru Shintani, och ursprungligen publicerad mellan 1979 och 1986. Den handlar om piloten Shin Kazama, och var en av de första mangaserierna att översättas till engelska och ges ut i Nordamerika.
TV-spelet UN Squadron är baserat på serien.